# Espluga de Serra
Espluga de Serra es una localidad perteneciente al municipio de Tremp, en España. 
Está situado a una altitud de 1198 m s. n. m.; y a 113 km de la capital provincial, Lérida.

## Símbolos

Escudo heráldico del antiguo municipio de Espluga de Serra.

Espluga de Serra disponía de escudo heráldico que estuvo en vigencia hasta 1970, cuando desapareció el antiguo término para incorporarse al término municipal de Tremp.
«De gules, una flor de lis de oro.»

## Geografía humana

### Demografía
| Gráfica de evolución demográfica de Espluga de Serra entre 1842 y 1960 |
| |
| Población de derecho según los censos de población del INE Población de hecho según los censos de población del INEEntre el censo de 1857 y el anterior, crece el término del municipio porque incorpora a 255039 (Aulás), 255096 (Castarneu), 255101 (Castellet), 255211 (Llasterre), 255232 (Masos de Tamurcia), 255370 (Torre de Tamurcia). Entre el censo de 1970 y el anterior, este municipio desaparece porque se integra en el municipio 25234 (Tremp) |

## Lugares de interés
- Ruinas de la iglesia de Santa María de Miralles
- Ruinas del castillo de Miralles